# Puss in Boots (jogo eletrônico)
Puss in Boots é um jogo de ação baseado no filme da DreamWorks com o mesmo nome. Ele foi desenvolvido pela Blitz Games e lançado para Xbox 360, Playstation 3, Wii e Nintendo DS. Possui suporte para Kinect e para Playstation Move nas respectivas plataformas. Foi lançado em 25 de outubro de 2011 na América do Norte e em 2 de dezembro de 2011 na Europa.

## Jogabilidade
As versões de console do jogo oferecem aos jogadores a oportunidade de se envolver em ação frenética de esgrima como o Gato, utilizando controles de movimento, obrigatórios para as versões Wii e Xbox 360 e opcionais para a versão PS3, para ações de ataque. As versões não Nintendo também suportam multiplayer. A versão do Nintendo DS, que é um jogo de ação rítmica, também requer controles de movimento por meio de caneta e tela sensível ao toque.